# Осада Гаэты (1860)

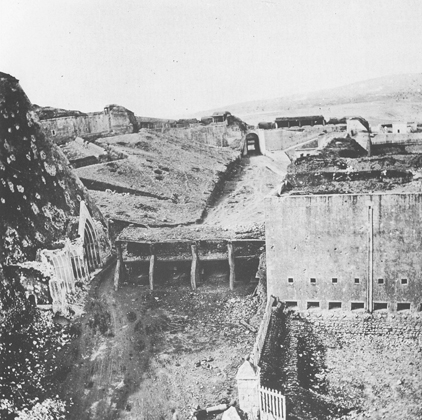
Одна из батарей Гаэты. Фото 1862 г.

Осада Гаэты (ит. Assedio di Gaeta (1860)) — заключительное событие войны за объединение Италии. Осада началась 12 ноября 1860 года и закончилась 13 февраля 1861 года.
В ноябре 1860 года, после поражения армии Королевства обеих Сицилий на реке Гарильяно, её войска (7 тысяч) под личным командованием короля Франциска II отступили к Гаэте. 12 ноября к Гаэте подошли сардинские войска генерала Чиальдини (17—18 тысяч) и приступили к осаде крепости. 
К концу 1860 года крепость Гаэты имела на вооружении 711 орудий (239 на сухопутном фронте, 295 — на береговых батареях и 177 — в резерве; часть этих орудий были нарезные). Гарнизон (около 11 тысяч) весь был укрыт в казематах. До 19 января 1861 года крепость не была блокирована с моря, что позволило вывезти жителей и пополнить припасы. 
С начала сухопутной блокады и до 22 января ни одна из сторон не предпринимала решительных действий, кроме одной неудачной вылазки 20 ноября и довольно оживленной артиллерийской перестрелки 8 января. Осаждающие всё это время работал по устройству парков и депо и возведению осадных батарей. 19 января была заложена летучей сапой параллель через перешеек от Атратины. С утра 22 января начался артобстрел (канонада) крепости, во время которой 105 орудий (около половины осадных орудий были нарезные пушки и гаубицы) выпустили за день более 13 тысяч снарядов. Кроме того, подошедший к крепости итальянски флот бомбардировал ее с моря. В последующие дни этот обстрел перешел в обычную артиллерийскую перестрелку. Бомбардировками 5 и 9—13 февраля в крепостных верках и городе были произведены значительные разрушения и взорвано несколько пороховых погребов. Вечером 13 февраля крепость сдалась.